# جون وادا
جون وادا (انگلیسی: Jun Wada؛ زادهٔ ۲۸ نوامبر ۱۹۷۳) بازیکن فوتبال اهل ژاپن است.
از باشگاه‌هایی که در آن بازی کرده‌است می‌توان به باشگاه فوتبال توکیو اشاره کرد.